# Apamea infernalis
Apamea infernalis là một loài bướm đêm trong họ Noctuidae.